# Janusz Popławski (gitarzysta)
Janusz Popławski (ur. 20 października 1938 w Dolinie, zm. 27 grudnia 2004 w Gdyni) – polski gitarzysta, kompozytor, aranżer, publicysta i wydawca.

## Życiorys
Po wojnie, razem ze swoją rodziną został przesiedlony na Ziemie Odzyskane. Jego ojciec zajmował się muzyką amatorsko, grając na klarnecie i talumbasie. 
On sam karierę rozpoczynał w szkolnej orkiestrze mandolinistów w Nowej Soli, a następnie jako kontrabasista w zespole jazzowym w Szczecinie. W 1956 jako gitarzysta i wokalista występował w zespole estradowym Błękitne Gwiazdy. W kolejnych latach współpracował z zespołami Jana Tomaszewskiego, Jerzego Sapiejewskiego, Jerzego Partyki, Zbigniewa Gersena i z kabaretem „To Tu”.
Znany był z długoletniej współpracy z zespołem Niebiesko-Czarni, z którym występował i nagrywał od 1963 do 1976 roku. W latach 60. i 70. wielokrotnie uznawano go w plebiscytach za najlepszego gitarzystę rockowego w Polsce. Był współkompozytorem pierwszej polskiej rock-opery zatytułowanej Naga.
W 1970 roku był współzałożycielem zespołu Old Stars, który powstał spontanicznie po występie w programie telewizyjnym pt.: „Telewizyjny Ekran Młodych” w którym debiutowali z przebojem pt. „Co jest”. Był także założycielem zespołów Bumerang, Flash Band, Winners i Rock'n'Rollers.
Nagrał ponad dwieście utworów wydanych łącznie na płytach winylowych i CD. Napisał takie przeboje jak: „Adagio Cantabile”, „Czy będziesz sama dziś wieczorem?”, „Nad potokiem baby piorą”, „Cienie na wietrze”. Wykonawca przebojów gitarowych „Maria Elena” i „Taniec z szablami”.
Był autorem cyklu umuzykalniających audycji telewizyjnych pod nazwą „ABC Gitary” oraz własnych programów autorskich. Założył wydawnictwo Professional Music Press, magazyny muzycznych Gitara i Bas + Bębny, Świat Gitary, Gazeta Muzyczna, Katalog Polskich Produktów Muzycznych. Wydawał książki i podręczniki muzyczne, wideopodręczniki a także nagrania muzyki gitarowej na płytach CD. Publikował opracowania orkiestrowe, podręczniki oraz artykuły popularyzatorskie i muzykologiczne.
Uczestniczył jako juror w konkursach gitarowych, organizował wystawy sprzętu muzycznego oraz promował młodych gitarzystów.
Zmarł 27 grudnia 2004 w Gdyni w wieku 66 lat. Został pochowany na Cmentarzu Witomińskim.

## Dyskografia

### Albumy solowe
- 2021: Zapowiedź tajemnicy (CD, GAD Records GAD CD 185 – nagrania radiowe z lat 1977-1983)[1][3]

## Publikacje
- Szkoła na gitarę basową, Polskie Wydaw. Muzyczne, 1987, ISBN 83-224-1194-4
- Riffy gitarowe: heavy metal, Professional Music Press, 1992, ISBN 83-900405-2-2
- Super przeboje gitarowe, Professional Music Press, 1992, ISBN 83-900405-0-6
- Studium gitary basowej, Polskie Wydaw. Muzyczne, 1993, ISBN 83-224-3092-2
- Chwyty gitarowe : dla gitarzystów akompaniujących, piosenkarzy, Professional Music Press, 1997, ISBN 83-900405-1-4
- Szkoła na bas, Professional Music Press, 1997, ISBN 83-900405-6-5
- Byłem Niebiesko-Czarny czyli Pół wieku z gitarą, Professional Music Press, 2005, ISBN 83-7380-286-X